# Alceste Campriani
Alceste Campriani (Terni, 1848 - Lucques, 1933) est un  peintre italien de la tendance des Macchiaioli de la fin du XIXe et du début du  XXe siècle.

## Biographie
Alceste Campriani fréquente l'Accademia di belle arti di Napoli de 1862 à 1869
où il fait la connaissance de Giuseppe De Nittis et se rapproche progressivement du style des Macchiaioli et fréquente l'école de Resìna.
Il collabore jusqu'en 1884 avec le marchand d'art français Eugène Goupil qui lui permet de travailler et de se faire connaître en Europe et en Amérique.
En 1894 il participe à la IIIe Exposition Internazionale de Vienne avec Scirocco sulla costiera di Amalfi. Ce tableau est acheté en 1895 par le Ministère italien de l'Instruction Publique pour la Galerie nationale d'art moderne de Rome.
De 1891 à 1921 il est élu  doyen de l’Académie des Beaux-Arts de Lucques.

## Œuvres
- Capodimonte (1865).
- Impressione di una pioggia (impression d'une pluie) (1871).
- Effetto di neve (effet de neige) (1871).
- Delle guerre gli errori meditate (méditation sur les erreurs des guerres) (1871).
- Visita ai contadini (visite aux paysans) (1880).
- Baie de Naples (1880), musée Condé, Chantilly
- Marina napoletana (marine napolitaine) (1889).
- Strada verso il mercato (route vers le marché).
- Contadina (paysanne) (1890-1900).
- En route pour le marché

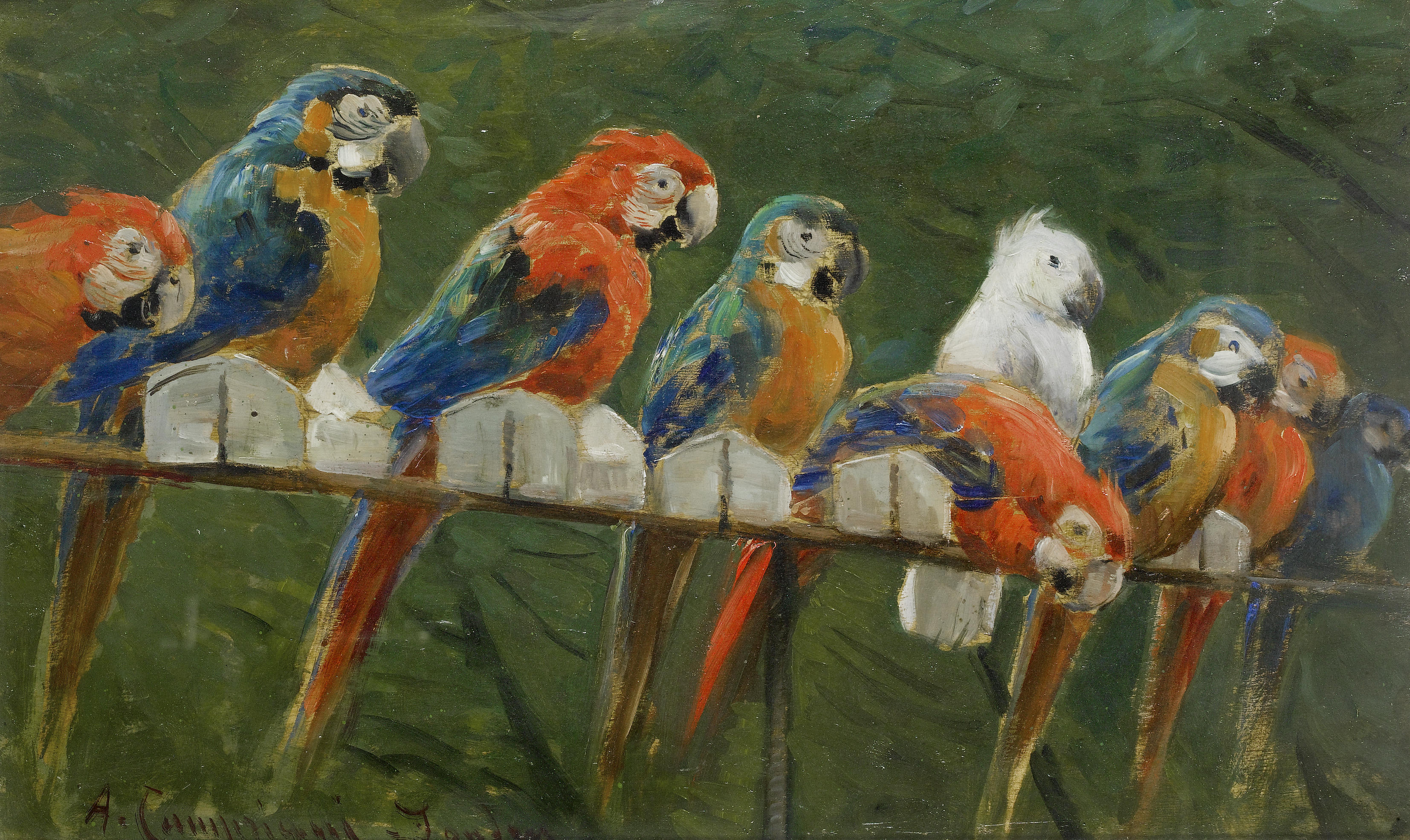
Pappagalli
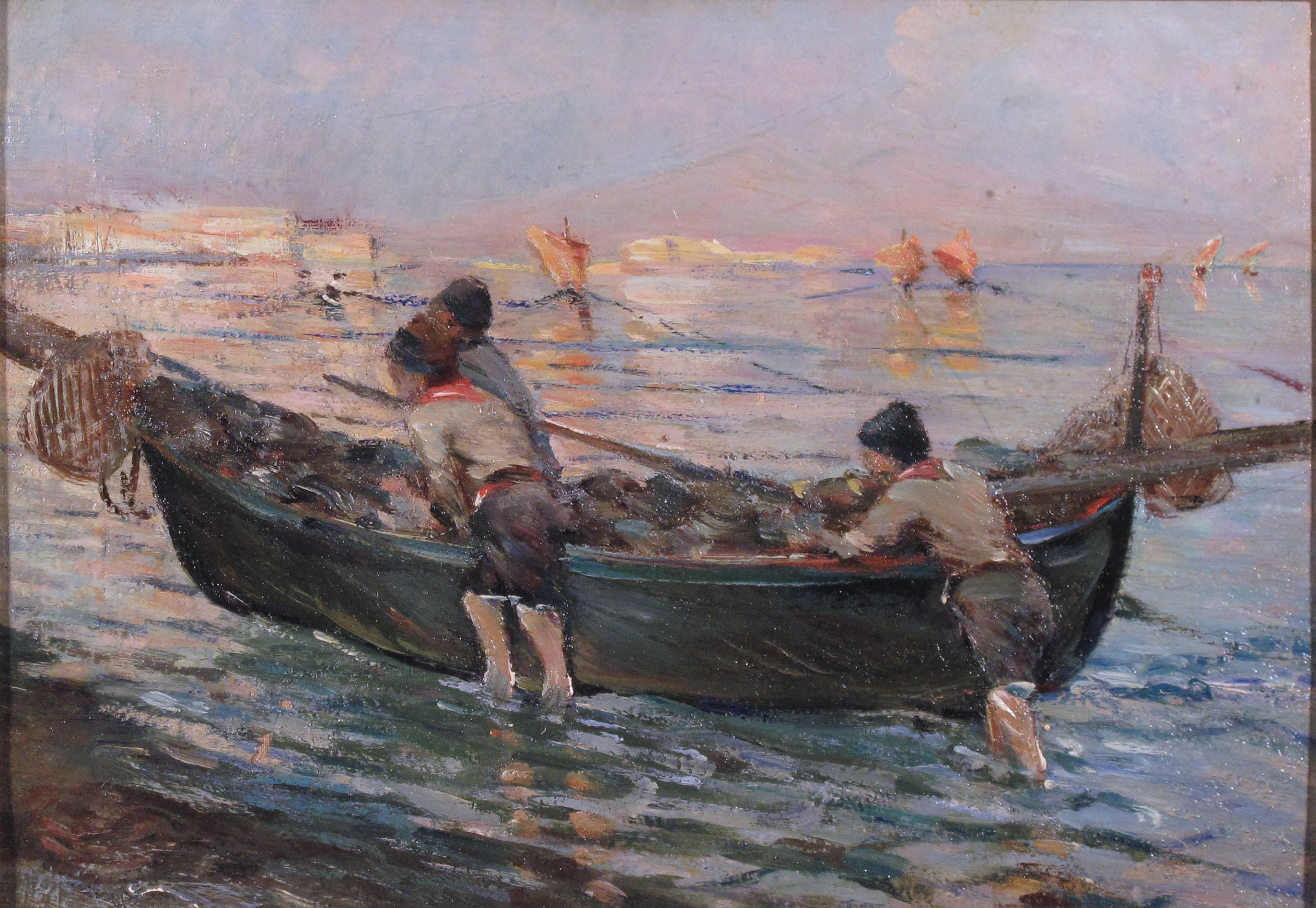
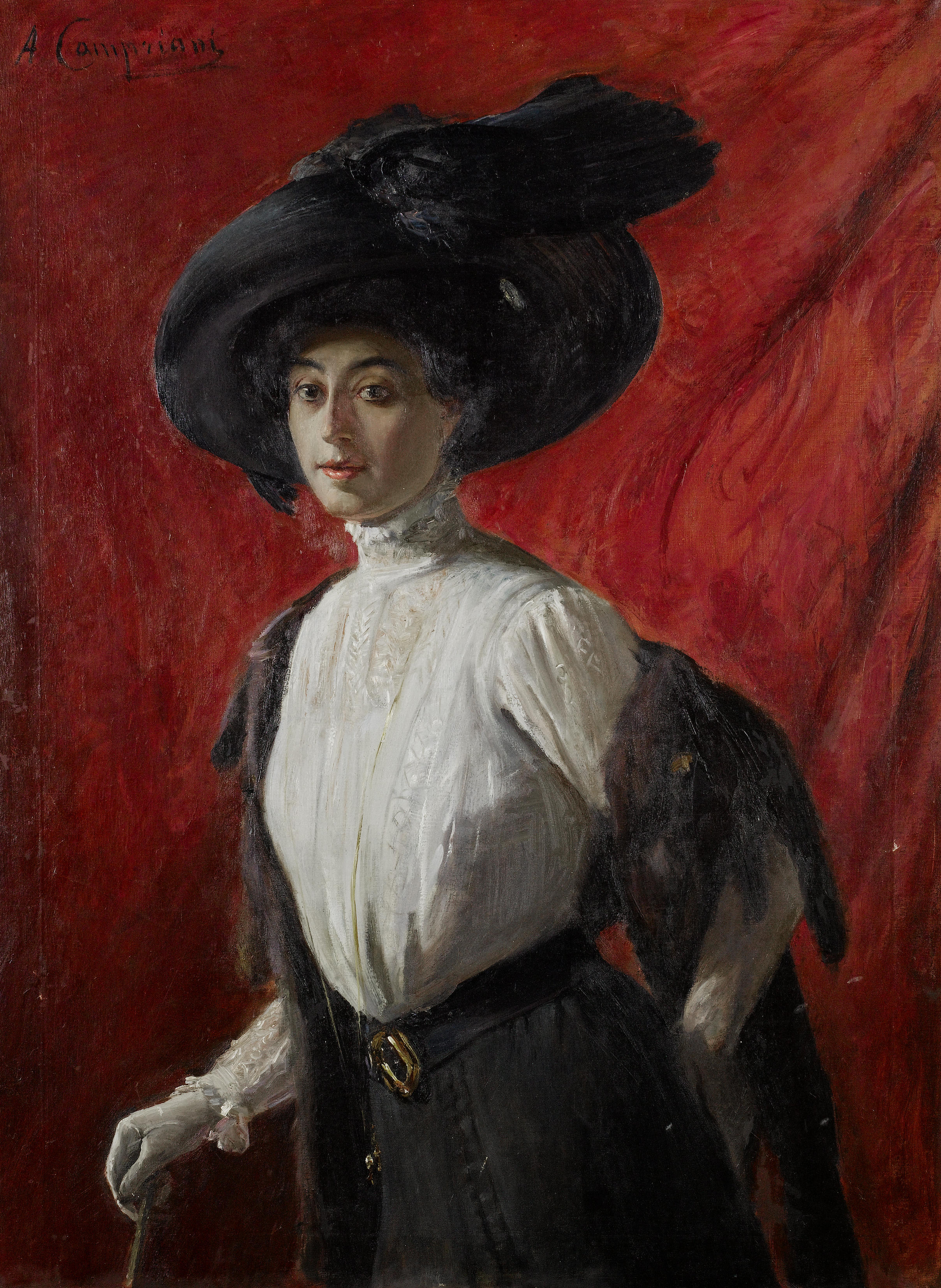